# Mercado Municipal de Aljustrel

O Mercado Municipal de Aljustrel é uma infraestrutura pública na vila de Aljustrel, na região do Alentejo, em Portugal.

## Descrição e história
O mercado municipal é considerado um ex-libris da vila de Aljustrel, devido ao seu valor do ponto de vista patrimonial. Situa-se na Avenida da Liberdade, no centro da povoação.
Consiste num edifício de pequenas dimensões, destinado à comercialização de produtos de origem local e regional, incluindo fruta, pão, verduras, carne e peixe. No seu interior encontra-se um posto de turismo, onde também se vendem produtos regionais, como artesanato, mel e vinhos. Também é utilizado para espaço para eventos, tendo por exemplo acolhido, em Março de 2023, uma exposição alusiva ao Dia Mundial da Saúde Oral, e em 25 de Janeiro de 2025 um programa dedicado ao pão alentejano e à música coral.
O mercado foi inaugurado em 1929, sendo então composto por um prédio em tijolo e alvenaria de pedra, com uma área central onde se situavam os tabuleiros para venda de produtos, rodeado por várias lojas. No seu exterior tinha um espaço para a venda de pescado, coberto por um telheiro metálico, e uma área ajardinada.
Em 2017 foi alvo de grandes obras de renovação, que tiveram como finalidade «melhorar as atividades comerciais que ali se desenvolvem e dotar o espaço de uma imagem moderna, atrativa e com novas funções, passíveis de gerar uma nova dinâmica», tendo sido introduzido igualmente um posto de turismo no seu interior. Esta intervenção custou cerca de 166 mil Euros, tendo sido apoiada por fundos comunitários no âmbito do programa Alentejo 2020. Em Março de 2020 já tinha sido concluído um programa de requalificação do mercado, que custou cerca de 157 mil Euros e que tinha sido financiado ao abrigo do Plano Estratégico de Desenvolvimento Urbano. Em Junho desse ano, a autarquia de Aljustrel organizou a primeira edição do Mercado de Pequenos Produtores e Artesãos do concelho, realizado na área em redor do Mercado Municipal, e que tinha como finalidade «apoiar a produção local, dando também aos consumidores que visitem Aljustrel e aos munícipes a oportunidade de comprar diretamente aos produtores e artesãos locais», permitindo igualmente a dinamização do eixo central de comercialização da vila e do próprio Mercado Municipal de Aljustrel, uma vez que iria atrair novos públicos e potenciais consumidores àquele espaço.
Em 2022 foi novamente alvo de obras de requalificação, que tiveram como finalidade melhorar as condições de funcionamento do espaço, e que incluíram a iluminação e de reabilitação das coberturas.